# The Great Reward

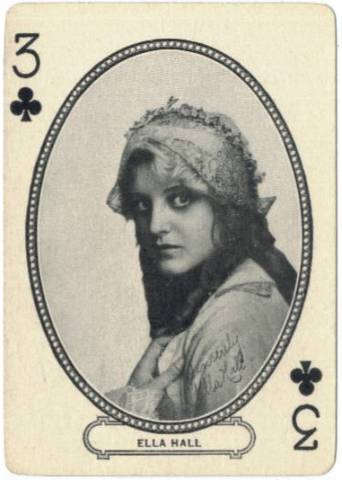
Ella Hall, que interpretou a Princesa no seriado.

The Great Reward (bra A Grande Recompensa), também conhecido como The Gates of Doom, é um seriado estadunidense de 1921, gênero ação e aventura, dirigido por Francis Ford, em 15 capítulos, estrelado por Francis Ford e Ella Hall. Produzido pela Burston Films Inc. e distribuído pela National Exchanges, veiculou nos cinemas estadunidenses entre 9 de maio e 15 de agosto de 1921.
Este seriado é considerado perdido.

## Elenco
- Francis Ford – Aventureiro americano
- Ella Hall - Princesa
- Carl Gerard
- Philip Ford (creditado Phil Ford)
- Mark Fenton
- Olive Valerie (creditada Valeria Olivo)

## Capítulos
1. His Living Image
2. The Life Current
3. In Bondage
4. The Duel
5. The Madman
6. Caves of Doom
7. Burning Sands
8. The Thunderbolt
9. Cross Fires
10. Forgotten Halls
11. On the Brink
12. At Bay
13. The Silent Hour
14. High Treason
15. The Reward